# پارک یونگ گیو
پارک یونگ گیو (کره‌ای: 박영규؛ زادهٔ ۲۸ اکتبر ۱۹۵۳) بازیگر اهل کره جنوبی است. او بیشتر به خاطر ایفای نقش در فیلم حمله به پمپ بنزین و امپراطور دریا شناخته می‌شود. از آثار دیگری که در آنها ایفای نقش کرده‌است می‌توان به مراقب رئیس باش، تفنگدار، مدیر خوب و ران آن اشاره کرد.